# Snälltåget
Snälltåget est une entreprise ferroviaire suédoise exploitant des services voyageurs en Suède en « open access », créée en 2012 et appartenant à la multinationale ferroviaire allemande Transdev via sa filiale Transdev Sverige.
Elle propose des trains longue distance sur l'axe ferroviaire principal du sud de la Suède, de Malmö à Stockholm, ainsi que des trains de nuit entre Stockholm et Berlin via Copenhague et des trains saisonniers vers le Jämtland au nord-ouest de la Suède.
Depuis 2012, elle a repris la liaison internationale entre Malmö et Berlin, abandonnée en 2011 par SJ. En 2021, Transdev Sverige lance une liaison internationale de nuit Stockholm-Copenhague-Berlin sur l'ancienne ligne Malmö-Berlin.

## Histoire
L'opérateur a été mis en place en 2006 en tant que Veolia Transport après la déréglementation partielle du réseau ferroviaire suédois. Après que le réseau a été entièrement dérégulé, la course a commencé en concurrence directe avec l'opérateur SJ. En 2012, elle reprend la liaison internationale Malmö - Berlin par train de nuit, abandonnée l'année précédente par SJ (Berlin-Night-Express (de)).
En 2013, la marque commerciale devient Snälltåget (le gentil train).
À partir de septembre 2016, les locomotives de la Classe 193 Vectron, louées à ELL Austria (de) remplacent les Classe 241 (TRAXX) et 242 'Taureau' (EuroSprinter). Avec des voitures achetées en Allemagne, l'opérateur assure alors des trains circulant à 200 km/h, une première pour des rames tractées en Suède.

## Services
Snälltåget assure quatre types de liaisons :
- La route principale relie Malmö à Stockholm, tout au long de l'année, à raison de deux à trois aller/retours quotidiens[5].
- En plein été et en plein hiver, une desserte à longue distance relie Malmö et Stockholm avec le Jämtland (Åre)[6].
- D'avril à septembre, ainsi que certains jours le reste de l'année, un train de nuit relie Stockholm à Berlin, via Copenhague et Hambourg[7].
- L'hiver, un train de nuit relie de façon hebdomadaire Malmö aux Alpes autrichiennes, le train desservant plusieurs gares entre Salzbourg et Innsbruck via Zell am See[8].